# Скай нюз
Скай нюз (на английски: Sky News) е британски новинарски канал, който излъчва 24 часа в денонощието по местна и международна сателитна телевизия.
Каналът излъчва новини и извънредни новини, с акцент върху британските и световните новини. Скай пуска също местни версии на канала в Австралия и Нова Зеландия и също така излъчва местна версия в Ирландия. Скай нюз също излъчва международна версия, без реклами от Великобритания, под името Sky News International, достъпна в Европа и Азия.
Централният офис на новинарска агенция се намира в лондонския квартал Хаунслоу. Каналът започва де се излъчва на 5 февруари 1989 г.